# Riederberg-Restauration
Die Rietherberg-Restauration war ein ehemals bekanntes Wirtshaus mit einem Bierkeller auf dem heutigen Riederberg im Ortsbezirk Wiesbaden-Nordost der hessischen Landeshauptstadt Wiesbaden. Am Ende des 19. Jahrhunderts wurde der gastronomische Betrieb aufgegeben und geriet in Vergessenheit. Erst nach dem Zweiten Weltkrieg bebaute man das Gelände. 2013 entdeckte man bei Erdaushubarbeiten für eine Tiefgarage an der Ecke Philippsbergstraße zur Rothstraße den vermeintlich „unbekannten Gewölbekeller“ wieder.

## 1831, Anfänge des Riedberger Ausfluglokals
Im Atlas der Stadt Wiesbaden findet sich folgender Hinweis zur Erbauung des ersten Gasthauses: „Außerhalb der Stadt ist […] die Erbauung des ältesten Riederberghauses, 1831 (beliebter Ausflugsort, Wirtschaft) und die Einrichtung des neuen Friedhofs seitwärts der Platter Straße, 1832, zu vermerken.“
Zu jener Zeit war Wiesbaden noch eine Kleinstadt und zählte keine 9000 Einwohner. Die Örtlichkeit und das Restaurant auf dem Riederberg galt vielen Zeitzeugen als ein besonderes Naherholungsgebiet und wurde schon damals als „Stätte der Erholung“ mit Panoramablick gepriesen: „Von hier sah das Auge frei über Gärten und Wiesen, Felder und Wälder, Tal und Hügel“, westwärts bis zum Schläferskopf und Hohe Wurzel, nach Süden über den Rhein ins rheinhessische Hinterland, ostwärts zur Mainebene und dem Odenwaldausläufer mit dem über 500 Meter hohen Berg Melibokus.

## 1852, Bergleute schufen den Bierkeller

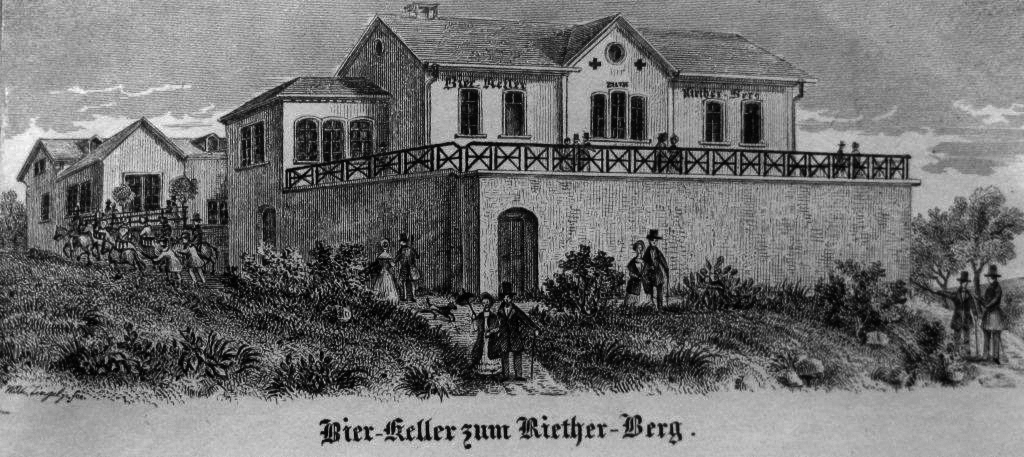
„Die Wirthschafts-Gebäude von Chr. Bücher in Wiesbaden“, Bierkeller zum Riether-Berg 1854, Lithografie von Wilhelm Zingel jun.

Der Wiesbadener Bauer und Fuhrmann Friedrich Ludwig Burk (1787–1866) hat von 1806 bis zu seinem Tod ein Tagebuch geführt, mit dessen Hilfe manche Irrtümer in der Wiesbadener Geschichtsschreibung korrigiert werden konnten. Bezüglich des Rietherberger Bierkellers notierte er 1852: „Der Bierbrauer [Christian] Büger [Bücher (1801–1867)] aus dem Nonnehof hat auf dem Überräther Berg [Überriether Berg] einen Keller angelegt. Welcher durch Bergleute, die die Erde mit Haspel wie in Bergwerken heraus schafften und den ganzen Keller, ohne oben aufzugraben, wölbeten und ganz fertig machten.“
Noch 1944 wusste die Wiesbadener Zeitung zu berichten, dass der Keller „etwa 50 m tief in zwei hohen Stollen, die durch zwei Quergänge miteinander verbunden sind, in den Berg hineinführt. Dicke Mauern und starke Gewölbe fangen Seitendruck und Deckenschub ab. Der zeitliche Stand der Bierbrauerei und die Natureisaufbewahrung erforderten ausgedehnte Lagerräume. Die Einfüllung des Eises geschah durch mehrere Schächte.“ Noch im Herbst des Jahres 1853 ließ Bücher ein Haus über den Keller bauen. Es lag auf einem vier Morgen großen Grundstück, inmitten von „Obstbäumen, Gärten und blumigen Wiesen.“ Es handelte sich um einen „gestreckten, eingeschossigen Bau, in dessen Mitte ein Giebel die strenge Waagrechte durchbrach. Dahinterliegende Wohn- und Wirtschaftsgebäude vervollständigten das Anwesen.“

## „Ein Freund volkswirtschaftlicher Interessen“
Als „Bekanntmachung“ erschien in der Mittelrheinischen Zeitung 1853 folgende Werbung: „Dem Beobachter volkwirtschaftlicher Interessen ist es nicht entgangen, wie der Verbrauch des Bieres seit einigen Jahrzehnten auch im südlichen Deutschland, selbst in sogenannten Weinländern einen bedeutenden Aufschwung genommen hat. Veranlassung hierzu gab nicht blos die Verbesserung der Qualität dieses Industriezweiges, sondern auch die Ueberzeugung, daß ein täglicher Genuß geistigen Getränkes in einem guten Bier der Gesundheit entsprechender sei, außerdem, daß die vermehrten Bedürfnisse in einem wohlfeileren Getränke als dem Weine eine öconomische Ausgleichung fanden und ein nahrhafteres Getränk den Brantweingenuß verminderte. Hiernach ist es zu erklären, daß sich selbst in Wiesbaden, der Pforte des weltberühmten Rheingaues seit kurzer Zeit die Bierconsumtion bis in die vornehmsten Kreise verbreitet hat und aus dem Bedürfnisse mehrere Bierbrauereien, Bierwirthschaften und Restaurationen herausgewachsen sind. Wir freuen uns, das Publikum wieder auf eine neue Erscheinung dieser Industrie in dem ‚Bierkeller zum Riethenberg‘ von Christian Bücher […] aufmerksam machen zu können […] Aus dem Gewühl der großen Curstadt[] […] führen viele liebliche Spaziergänge zu ihm hin. […] Wir sehen mit besonderer Anerkennung der weiteren Ausführung dieses dem öffentlichen Interesse zusagenden und daher verdienstlichen Unternehmens entgegen, zumal da es noch mannigfache Verschönerungen und neue Geschäftsformen in sich bergen dürfte.“

## Verschiedene Pächter
Die „Riether-Berg Restauration mit Bierkeller“ wurde mehrfach verpachtet. Zum Beispiel bewirtschaftete sie 1856/57 Ernst Günther als „Wirth“. 1864 beschäftigte er vier Gehilfen, einen Kellner, einen Koch, eine Magd, einen Knecht und vermietete 16 Logierzimmer. Mit 800 fl. Steuerkapital wurde er veranschlagt. 1860 war Johann Balt.[hasar] Schenk der Wirth ‚Zum Rietherberg‘.

## Versteigerung des Anwesens Riether-Berg
In der Mittelrheinische Zeitung findet sich 1867 die Bekanntmachung, dass am Dienstag, den 25. Juni „die Witwe und Erben des verstorbenen Gastwirths Christ. Bücher von Wiesbaden nachverzeichnete Immobilien in dem Rathause dahier zum zweiten Male abtheilungshalber freiwillig versteigern: 1.) ein zweistöckiges Wohnhaus […], 2.) ein zweistöckiges Wohnhaus (Gasthaus zum Nonnenhof) […], 3.) ein zweistöckiges Kühlhaus […], 4. a.) ein einstöckiges Wirthschaftsgebäude mit Frontspitze und darunter befindlichem Bierkeller, 61‘ lang, 21‘ tief; b.) ein einstöckiger Anbau 16½‘ lang, 14½‘ tief; c.) ein einstöckiger Hinterbau mit Kniestock, 81‘ lang, 15‘ tief; d.) eine Trinkhalle, 20½‘ lang, 12‘ tief und f.) Hofraum 380 94’ haltend, belegen Rietherberg 5r Gewann zwischen einem Weg und Georg Daniel Christmann mit 310 40‘ Gartenland, Ackerland und 120 78‘ Wege.“

## Die Rietherberg-Restauration verschwand allmählich
Der Atlas der Stadt Wiesbaden benutzt 1879 in seiner Karte IX zum ersten Mal die Schreibweise „Riederberg“ für „Rietherberg“. Die Grundrisse der Gebäude blieben wie in den vorausgegangenen Plänen unverändert. Hingegen wurden die üblichen Erläuterungen „Rest.“[aurant] und „Bierk.“[eller] auffälligerweise als Abkürzungen verzeichnet. Auch die nächste Karte zeigt 1888 die Grundrisse der Gebäude unverändert. Doch die Zuschrift lautet nur noch „Riederberg“. Daraus kann gefolgert werden, dass der Betrieb der Riether-Berg Restauration inzwischen eingestellt wurde.
Zwei Jahre später, 1890, findet sich im Rheinischen Kurier die Meldung „Herr Fr. Bücher in Bierstadt“ – wahrscheinlich ein Erbe von Christian Bücher – „verkaufte sein Anwesen ‚Zum Riether Berg‘ hier und Herr Gust.[av] Wolff seinen Garten daselbst zusammen für 75 000 M an Herrn Rentner Louis Seel hier.“ In einem Fremdenführer von 1903 mit einem 1898 datierten Stadtplan sind noch die Grundrisse der Gebäude auf dem Riederberg-Gelände eingezeichnet, jedoch sind sie nicht mehr beschriftet. Der Plan zeigt die Philippsbergstraße als kurze Abgabelung von der Platterstraße nach Westen mit einer Weiterführung als Weg bis hinauf zum Riederberg-Gelände. Es ist bemerkenswert, dass in diesem Plan jener Treppenweg verzeichnet ist, der „1897/98“ angelegt wurde, der heute noch als Verlängerung der Knausstraße die Philippsbergstraße hinab zur Riederberg- und Emserstraße verbindet.

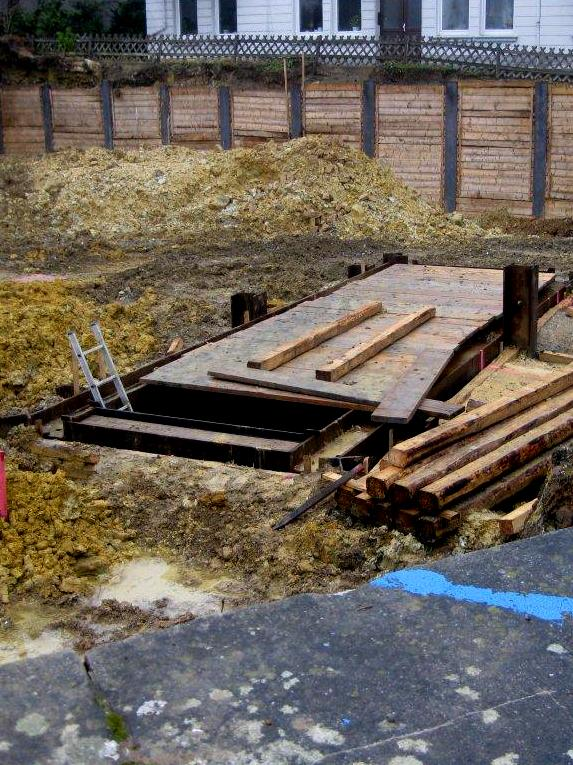
Bei Bauarbeiten freigelegter Schacht zum ehemaligen Bierkeller der Riederberg-Restauration, 2014

Auf der Karte XI von 1900 ist im Atlas der Stadt Wiesbaden von der Lokalität Rietherberg nur noch ein Gebäude zu erkennen. Auch diese Karte verzeichnet man nunmehr den Weg, der als Verlängerung der Philippsbergstraße bis an das Riederberg-Gelände heranführt.
Ohne Gebäudegrundrisse erscheint 1910 in der Karte XII das Riederberg-Gelände. Demzufolge besteht zu jenem Zeitpunkt keines der Gebäude mehr. Das unterkellerte Grundstück mit dem Bierkeller liegt jetzt an der ausgebauten Philippsbergstraße, die das Gelände der ehemaligen Riether-Berg Restauration überschneidet und nach Osten – heute als Rothstraße – hinauf zur Platterstraße führt.
Jahrzehnte später behauptet die Wiesbadener Zeitung am 30. Juni 1944, der Riether-Berg Bierkeller sei dem Ausbau der Philippsbergstraße „zum Opfer“ gefallen und fährt fort: „Längst bot die Restauration ‚Unter den Eichen‘ vollgültigen Ersatz. Nach 1900 verschwinden auch die Nebengebäude des Riederbergrestaurants. Der Platz diente dem Kinderhort zu fröhlichen Spielen. Heute [1944] ist er wieder unter Pflug und Spaten.“
Wieder Jahrzehnte später, 2013, wurde im Rahmen von Erdaushubarbeiten für die Tiefgarage der Häuser Ecke Philippsbergstraße 55 und Rothstraße 18 auf dem Baugrundstück „unerwartet“ der Gewölbekeller Rietherberg-Restauration wiederentdeckt. Mittlerweile wurde er mit Quellbeton verfüllt und ist seit 2014 überbaut.